# 尾花一浩
尾花 一浩（おばな かずひろ、Kazuhiro OBANA）は、日本の税理士、経営学者。学位はMBA。美容業・飲食業・専門得意とする税理士。現在は主に相続税を専門としている。尾花税務会計事務所・所長代理。作新学院大学・客員教授。

## 人物
栃木県鹿沼市生まれ。中学生時代は陸上部、短距離(100m・200m)選手として、関東大会、全国大会に(2回出場)。200mにおいて栃木県記録樹立。作新学院高等学校時代は、強豪として知られるラグビー部に所属。全国高等学校ラグビー大会（通称：花園）に3年連続出場。高校3年生の時には主将として第68回全国高校ラグビー大会に出場しベスト16に導いた。2000年には、祖父の尾花善次郎が1952年に鹿沼市に開設した会計事務所を後継した。

## 略歴
- 1993年 - 作新学院大学経営学部 卒業
- 1999年 - 税理士登録
- 2000年 - 尾花税務会計事務所開設（継続）

ほか

## 役職
- 尾花税務会計事務所・所長代理税理士
- 事業再生士補（ATP）
- 作新学院大学・客員教授
- 作新学院中等部同窓会・副会長
- 作新学院高等学校同窓会・相談役
- 作新学院大学同窓会・会長[2]
- 宇都宮地区幼稚園PTA連合会会長（令和3年度）

ほか

## 所属会
- 関東信越税理士会

ほか